# Henrik Dagård
Olof Henrik Dagård, född 7 augusti 1969 i Halmstad, är en svensk före detta friidrottare (tiokampare). Han tävlade för IFK Halmstad och KA2 IF i Karlskrona.

## Biografi

### Aktiv karriär
Vid VM i Tokyo 1991 bröt Dagård tiokampstävlingen. 
Dagårds främsta merit är silvermedaljen i tiokamp vid EM i Helsingfors 1994. Hans personliga rekord i tiokamp noterades senare samma sommar vid en gala i franska Talcence (8403 poäng). Det gällde som svenskt rekord fram till VM i Berlin 2009 då Nicklas Wiberg noterade 8406 poäng. 
Vid VM i Göteborg 1995 kom han på sextonde plats i tiokamp. Vid VM i Sevilla 1999 kom han sjua i tiokamp. Han deltog i OS i Sydney 2000, där han kom på tionde plats.

### Efter friidrottskarriären
Efter friidrottskarriären har Dagård bland annat varit utbildningsansvarig och säljare på frisksportföretaget Eleiko och arbetat som fystränare, först åt IF Elfsborg och sedan 2011 åt Halmstad BK. 2011 bodde han i Frennarp utanför Halmstad, tillsammans med fru och två barn.

## Utmärkelser
Dagård blev framröstad till Sveriges sexigaste man i Aftonbladet 1995.

## Personliga rekord[3]
- Tiokamp: 8 403
- 100 meter: 10,58 s
- 400 meter: 46,71 s
- 1500 meter: 4:34,46
- 110 meter häck: 13,97 s
- Längdhopp: 7,48 m
- Höjdhopp: 2,07 m
- Stavhopp: 5,10 m
- Kulstötning: 15,45 m
- Diskus: 45,64 m
- Spjut: 69,26 m